# Karl Storz Endoskope

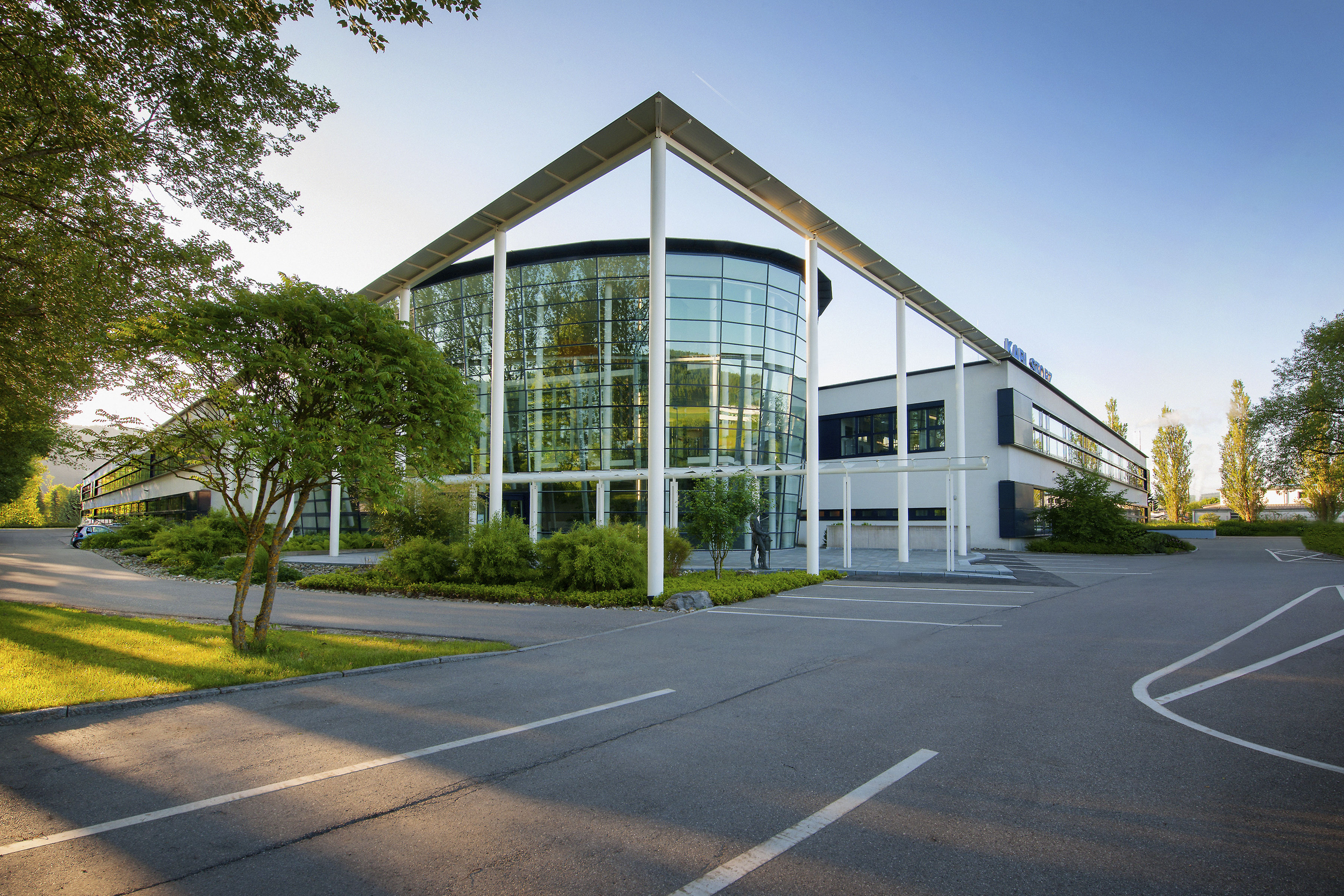
Unternehmenszentrale in Tuttlingen

Die Karl Storz SE & Co. KG ist ein international tätiges Familienunternehmen mit Hauptsitz in Tuttlingen, Baden-Württemberg. Das Unternehmen wurde im Jahr 1945 gegründet und ist in der Produktion und dem Vertrieb von medizinischen Instrumenten und Geräten tätig. In den vergangenen Jahren hat es sich vom reinen Produktanbieter zum Medizintechniksystemanbieter entwickelt. Karl Storz zählt zu den führenden Endoskopie Anbietern im Bereich der minimalinvasiven Human- und Veterinärmedizin. Das Unternehmen wurde seit dem Tod des Gründers Karl Storz im Jahr 1996 von dessen Tochter Sybill Storz geleitet. Anfang des Jahres 2019 übernahm ihr Sohn, Karl-Christian Storz, die Geschäftsführung in der dritten Familiengeneration.

## Geschichte

### Gründung und Anfänge
Der Chirurgiemechaniker Karl Storz (1911–1996) gründete das Unternehmen 1945 in Tuttlingen und begann zunächst mit der Herstellung von Instrumenten, Stirnlampen und Binokularlupen für den Bereich der Hals-Nasen-Ohren-Heilkunde. Anfang der 1950er Jahre entwickelte und produzierte Karl Storz die ersten Endoskope mit traditionellem Linsensystem, was den Beginn der Endoskopie im Unternehmen markierte. 1956 erfand er zudem das erste extrakorporale Elektronenblitzsystem für die endoskopische Fotografie, das Licht mithilfe von Quarzstäben in den Körper einspiegelte, womit die Qualität von endoskopischen Fotos verbessert wurde. Zudem wurde in den 1950er-Jahren die mit einem konkaven Reflektor und einer Wolfram-Glühbirne ausgestattete Clar 55 Stirnlampe auf den Markt gebracht.

### Weitere Produkteinführungen und Expansion
1960 erfand der Unternehmensgründer Karl Storz die Kaltlichtquelle, eine Lichtquelle, die getrennt vom Endoskop und außerhalb des Körpers angeordnet war und eine höhere Lichtstärke als die bisher verwendeten Glühbirnen erzeugte. Gemeinsam mit Harold H. Hopkins entwickelte er das Stablinsensystem für die endoskopische Bildübertragung, das 1965 auf den Markt gebracht wurde. Der Vorteil des Hopkinssystems liegt in helleren Bildern, einer besseren Abbildungsleistung (Bildschärfe), einem größeren Abbildungswinkel, einer höheren Objektivauflösung, einem besseren Kontrast und einer verbesserten Farbwiedergabe. Außerdem ermöglicht es eine stereoskopische Darstellung. Walter Messerklinger, ein österreichischer Hals-Nasen-Ohren-Arzt, war einer der ersten Anwender des Storz-Hopkins-Endoskops. Er erkannte die Notwendigkeit von Winkelfernrohren, da die direkte Frontalansicht des Endoskops nicht ausreichte, um die Fissuren der verschiedenen Nasengänge gut zu sehen. Auf seine Anfrage hin entwickelte Karl Storz eine Reihe von Winkeloptiken, die die Untersuchung der Nase und der Nasennebenhöhlen verbesserten. Ab 1967 kam das Teleskopsystem auch in der Urologie bei Blasenspiegelungen zum Einsatz. Eine Miniaturblitzbirne, die nahe dem Okular am Teleskop angebracht ist, sorgt seitdem für eine gut beleuchtete und farbkorrigierte Sicht auf den Innenraum der Blase.
Im Jahr 1969 brachte Karl Storz gemeinsam mit Harold H. Hopkins das erste Arthroskop mit Stablinsensystem auf den Markt.
1970 stellte das Unternehmen einen Ultraschall-Lithotriptor vor, mit dem Steine im harnableitenden System schonend zertrümmern werden konnten. Eine Studie aus dem Jahr 1971 zeigte, dass das Verfahren der elektrohydraulische Lithotripsie in der Urologischen Universitätsklinik Mainz bei 7 Patienten innerhalb von 15 bis 35 Minuten zur Zertrümmerung der Uratsteine führte.
Im Jahr 1971 wurde die Tochtergesellschaft Karl Storz Endoscopy-America, Inc. in Los Angeles gegründet. Mitte der 1970er-Jahre entwickelte Harold R. Eikelaar in Zusammenarbeit mit Karl Storz das erste Arthroskop mit einem Sichtbereich von 30°.
1982 führte Karl Storz ein automatisch geregeltes Hochfrequenz-Chirurgiegerät ein, das fortan bei der transurethralen Resektion zum Einsatz kam. Ebenfalls Anfang der 1980er-Jahre entwickelte Karl Storz ein Bronchofiberskop.
In den 1980ern markierte die erste laparoskopische Appendektomie, gefolgt von der laparoskopischen Entfernung einer Gallenblase im Jahr 1987, den Beginn der minimalinvasiven Chirurgie. Für diese Eingriffe wurden Endoskope von Karl Storz verwendet, wodurch sich ein neues Einsatzgebiet der Endoskopie ergab. In den 1990er Jahren entwickelte das Unternehmen ein System zur photodynamischen Diagnostik. Nach dem Tod des Gründers Karl Storz 1996 übernahm dessen Tochter Sybill die Unternehmensführung und trieb die internationale Expansion des Unternehmens voran. Unter der Führung von Sybill Storz wurden in den folgenden Jahren 100 neue Patente registriert und jährliche Umsatzzuwachsraten zwischen 15 und 20 Prozent verzeichnet.
1998 wurde auf der Medica der vernetzte Operationssaal OR1 präsentiert, im Jahr darauf eröffnete das Unternehmen in der Region Tuttlingen ein Logistik- und Schulungszentrum. Die Einführung des ersten mobilen Dokumentationssystems für die technische Nutzung der Endoskopie erfolgte im Jahr 2000. Ein Jahr später brachte die Firma das Videolaryngoskop C-Mac auf den Markt, gefolgt von einer flexiblen Erweiterung im Jahr 2003. 2007 führte das Unternehmen mit dem C-Mac ein Videolaryngoskop für die Notfallmedizin ein. Mittlerweile ist die vierte Generation des C-Mac Videolaryngoskops auf dem Markt erhältlich (Stand: März 2022).
In den Jahren nach 2000 erhielt Sybill Storz eine Reihe von Auszeichnungen für ihre unternehmerischen Leistungen und ihr soziales Engagement. 2007 brachte Karl Storz eine medizinische Full-HD-Kamera mit dem Namen Image1 auf den Markt, die eine präzise Darstellung von Gewebe- und Gefäßstrukturen ermöglichte.
Die Einführung eines extrakorporalen Visualisierungssystems mit einer High-Definition-Kamera für die minimalinvasive offene Chirurgie erfolgte 2010.
Im Februar 2011 wurde auf einer Ausstellungsfläche von 1.400 Quadratmetern das Besucherzentrum von Karl Storz in Tuttlingen eröffnet, in dem Besuchern Produkte verschiedener humanmedizinischer Disziplinen sowie der OP-Saal OR1 und das vernetzte Behandlungszimmer Office1 vorgestellt werden. Im Jahr 2013 eröffnete das Unternehmen ein neues Logistikzentrum in Neuhausen ob Eck für 300 Mitarbeitende. Zudem wurde in der neu geschaffenen Niederlassung in Berlin, die sich in dem ehemaligen Kaiserin-Augusta-Krankenhaus befindet, das Besucher- und Schulungszentrum eingeweiht. Auf der Medica präsentierte das Unternehmen im selben Jahr eine Kameratechnologie mit endoskopischer Bildgebung für die Full-HD-Kamera Image1.
2019 übernahm Karl-Christian Storz die Leitung des operativen Geschäfts, während seine Mutter Sybill Storz den Vorsitz im Verwaltungsrat übernahm.

### Jüngere Entwicklungen
Bereits seit 2014 veranstaltet das Unternehmen gemeinsam mit der Stadt Tuttlingen als Pate den Jugend-forscht-Regionalwettbewerb Donau-Hegau, um das Interesse junger Menschen an MINT-Fächern zu wecken. Der Wettbewerb hat sich mittlerweile zum teilnehmerstärksten Contest in Baden-Württemberg entwickelt.
2020 entwickelte das Unternehmen gemeinsam mit der Software-Firma T1V die Anwendung CollaboratOR, mit der sämtliche Daten und digitale Anwendungen auf einem großen Bildschirm im Operationssaal dargestellt werden können. Ebenfalls 2020 brachte Karl Storz die Technologie mit dem Namen Image1 S Rubina auf den Markt, die bei der Durchführung der intraoperativen Indocyaningrün (ICG)-Nahinfrarot-Fluoreszenz, z. B. während der laparoskopischen Cholezystektomie zur Anwendung kommt.
Ein Jahr später startete das Unternehmen ein umfassendes Bauvorhaben zur Erweiterung des Logistikzentrums am Standort in Neuhausen ob Eck. Karl Storz investiert hierbei einen dreistelligen Millionenbetrag, um zwei neue Produktionshallen sowie weitere Büros und Parkflächen zu errichten. Laut Angaben von Karl Storz handelt es sich hierbei um das größte Bauvorhaben der Firmengeschichte.
Die Gründung der Tochtergesellschaft Karl Storz VentureOne mit Hauptsitz in Singapur und einem weiteren Standort in München, die im Bereich der robotergestützten Chirurgie tätig ist, erfolgte im Februar 2023. Im selben Monat wurde das irische Medizintechnikunternehmen AventaMed übernommen. Im Juli 2023 eröffnete Karl Storz in Tuttlingen auf einer Fläche von 800 Quadratmetern das „Mach-Mit-Museum“ Tutorama, das mittlerweile von der im Oktober 2023 gegründeten Karl Storz Stiftung betrieben wird. Das Museum soll Kindern Naturwissenschaft und Technik näherbringen und die Attraktivität von Berufen in diesem Bereich steigern.
Im Januar 2024 verkündete Karl Storz die Übernahme des in London ansässigen Softwareherstellers Innersight Labs Ltd. (ISL). Im März desselben Jahres wurde die Augmented-Reality-Version der 2020 in Zusammenarbeit mit T1V entwickelten Anwendung CollaboratOR speziell für die Apple Vision Pro vorgestellt, die mit 3D-Inhalten Operationen auch außerhalb des Operationssaales darstellen kann.
Im August 2024 wurde das Robotik-Unternehmen Asensus Surgical mit Sitz im US-amerikanischen Raleigh, North Carolina, übernommen, um damit den Bereich der robotergestützten Chirurgie zu erweitern, insbesondere mithilfe von Performance-Guided Surgery.

## Unternehmensstruktur
Neben dem Stammsitz in Tuttlingen ist das familiengeführte Unternehmen Karl Storz in über 40 Ländern vertreten und betreibt mehr als 70 Niederlassungen. In Deutschland produziert das Unternehmen nicht nur in Tuttlingen, sondern auch in Stutensee bei Karlsruhe. Weitere Produktionsstandorte befinden sich in Tallinn (Estland), Schaffhausen und Widnau (Schweiz) sowie an den beiden US-amerikanischen Standorten Charlton und Goleta.
Das Unternehmen beschäftigt weltweit 9.800 Mitarbeitende, davon rund 3.600 in der Region Tuttlingen. Im Jahr 2023 beschäftigte Karl Storz 175 Auszubildende und dual Studierende. Der Gesamtumsatz des Unternehmens betrug im Geschäftsjahr 2023 2,18 Milliarden Euro.

## Produkte
Das Unternehmen bietet rund 10.000 verschiedene Produkte für die Humanmedizin sowie die Veterinärmedizin (seit 1989) an. Neben flexiblen und starren Endoskopen vertreibt Karl Storz Software für verschiedene medizinische Fachgebiete, Zubehör wie Lichtquellen, Lichtleiter und Kameras sowie den sogenannten integrierten Operationssaal OR1. Aufgrund der vielfältigen Anwendungsbereiche der Endoskopie werden die Geräte des Unternehmens heute in fast allen medizinischen Disziplinen eingesetzt.
Karl Storz entwirft sog. HNO-Untersuchungsräume mit der entsprechenden standardisierten medizinischen Ausstattung. Im Jahr 2023 wurden 50 dieser Untersuchungsräume in Krankenhäusern der Bundeswehr installiert. Darüber hinaus richtet das Unternehmen auf der ganzen Welt vernetzte und integrierte OP-Säle in Kliniken ein, wie beispielsweise in der Chirurgischen Universitätsklinik Heidelberg, im Evangelischen Waldkrankenhaus Berlin-Spandau und dem Hospital Alemán in Buenos Aires, Argentinien.

## Soziales Engagement
Zusätzlich zur Unterstützung lokaler Sportveranstaltungen fungiert Karl Storz als Hauptsponsor des Schwenninger DEL-Teams Wild Wings.
Seit Ende 2004 ist Karl Storz Mitglied der UN-Initiative Global Compact, in deren Rahmen sich Karl Storz zu einer international verantwortungsvollen Unternehmensführung bekennt und sich zum Ziel setzt, weltweit die medizinische Grundversorgung zu verbessern. Im Oktober 2022 spendete das Unternehmen zum Beispiel Medizintechnik an die Ukraine-Hilfsaktion der Stadt Tuttlingen, eine weitere Spende ging im September 2023 an die Phönix-Initiative, einen gemeinnützigen Verein gegen sexuellen Missbrauch an Mädchen und Jungen.
Das Unternehmen stiftet den mit 5.000 Euro dotierten Karl Storz-Telemedizinpreis der Deutschen Gesellschaft für Telemedizin und engagiert sich im branchenübergreifenden Netzwerk „Schule-Wirtschaft“. Seit 2023 organisiert das Unternehmen gemeinsam mit den Wild Wings den „Schools Day“, bei dem Schüler ab der 7. Klasse im Stadion des Eishockeyteams einen Einblick in verschiedene Ausbildungsberufe von Karl Storz erhalten. Des Weiteren ist Karl Storz Partner einer Technologie-Initiative für molekulare Bildgebung, die vom Bundesministerium für Bildung und Forschung gefördert wird.
Das Unternehmen fördert zudem die Karl Storz Stiftung, die im Oktober 2023 von Sybill und Karl-Christian Storz gegründet wurde, um soziale sowie medizinische Projekte zu unterstützen und sich für den Natur- und Umweltschutz zu engagieren.

## Auszeichnungen
- 2011: Auszeichnung des Unternehmens als „Endoscopy Company of the Year“ für die Region Asien-Pazifik durch die Unternehmensberatung Frost & Sullivan[72]
- 2013: Preis für Patientensicherheit für die Entwicklung einer fluoreszenz-endoskopischen Kontaktsonde für präzisere Eingriffe in der Neurochirurgie durch die Deutsche Gesellschaft für Biomedizinische Technik und das Aktionsbündnis Patientensicherheit[73]
- 2014: Erster Platz als innovativstes Unternehmen des deutschen Mittelstands durch die Wirtschaftswoche[74]
- 2017: Innovationspreis in der Kategorie Großunternehmen für das C-Mac Pocket Monitor Videolaryngoskop durch die Wirtschaftswoche[75]
- 2017: Auszeichnung des digitalen Operationsmikroskops Vitom 3D als „Ausgezeichneter Ort im Land der Ideen“ durch die Initiative „Deutschland – Land der Ideen“[76]
- 2019: Auszeichnung des Duodenoskopie-System HyDome mit dem Red Dot Design Award durch eine Jury aus rund 40 internationalen Fachleuten[77][78]
- 2023: 115. Platz in der Gesamtrangliste und 17. Rang in der Unterkategorie Pharma und Medizintechnik der bundesweiten 650 Top-Arbeitgeber des Magazins Der Stern[79]

## Film
- Reise in den Körper – Medizintechnik von Storz in Tuttlingen. Dokumentarfilm, Deutschland, 2016, 29:48 Min., Buch und Regie: Tamara Spitzing, Produktion: SWR, Reihe: Made in Südwest, Erstsendung: 6. April 2016 bei SWR.